# Brachystegia cynometroides
Brachystegia cynometroides Harms, 1899 è una pianta della famiglia delle Fabacee (sottofamiglia Detarioideae), nativa dell'Africa.

## Distribuzione e habitat
La specie è diffusa in Camerun e Repubblica Democratica del Congo).